# Sceau d'excellence Option consommateurs
Les Sceaux d'excellence sont décernés dans le guide jouets publié par les éditions Protégez-Vous et réalisé par l'association québécoise Option consommateurs. Parmi les centaines de jouets et jeux testés depuis 1993, un petit nombre variable selon les années reçoit un sceau d'excellence.
Le guide jouets paraît en octobre.

## Quelques jeux récompensés

### 2000
- Bioviva, Bioviva
- Conjecture, auteur inconnu, Outset Media

### 2001
- N.Y. Chase, Werner Schlegel, Dorothy Garrels, Fritz Ifland, Manfred Burggraf, Werner Scheerer et Wolf Hoerman, Ravensburger

### 2003
- Cranium, Richard Tait et Whit Alexander, Cranium / TF1 Games
- Les Loups-garous de Thiercelieux, Philippe des Pallières et Hervé Marly, Lui-même
- Taboo junior, Brian Hersch, Hasbro

### 2004
- Composio, Jean Fin, TF1 Games
- Devine ce que je mime, auteur inconnu, Educa
- Le Docte Rat, François Therrien, Fides
- Phœnix, Amanda Greenvoss et Zach Greenvoss, Eurogames

### 2005
11 sceaux d'excellence, dont 6 attribués à des jeux de société :
- Briques à bloc, Andrew Lawson et Jack Lawson, Ravensburger
- Cranium Cadoo, Richard Tait et Whit Alexander, Cranium / TF1 Games
- Fun Games Délicieux Hamburger, Borras
- Lotto La Ferme de Fouin-Fouin, Gladius International
- Maka Bana, François Haffner, Tilsit
- Rumis, Stefan Kögl, Murmel / Jeux Alary

### 2006
- Blokus duo, Bernard Tavitian, Sekkoia
- YINSH, Kris Burm, Don & Co

### 2007
- Les Chevaliers de la Table Ronde, Bruno Cathala et Serge Laget, Days of Wonder
- Cranium Édition famille, Richard Tait et Whit Alexander, Cranium / TF1 Games

### 2008
- Camelot Jr, Smart Games
- Initiation à l'origami/Animaux, Djeco
- Art au numéro/Gouaches/Princesse Marguerite, Djeco
- Arkadia, Ravensburger
- Les piliers de la Terre, Kosmos Verlag

### 2009
- Mont-à-mots Pictos, Production du lampiste
- Atelier papiers imprimés et crayons de couleur, Djeco
- Six, Fox Mind Games

### 2011
- Jaipur, jeu de Sébastien Pauchon édité par GameWorks et publié par Asmodée en 2009
- Panic Tower!
- Wazabi
- Mont-à-mots Singeries
- Peinture à doigts pour les petits, empreintes